# Aggsbach
Aggsbach osztrák mezőváros Alsó-Ausztria Kremsvidéki járásában. 2025 januárjában 615 lakosa volt. 

## Elhelyezkedése

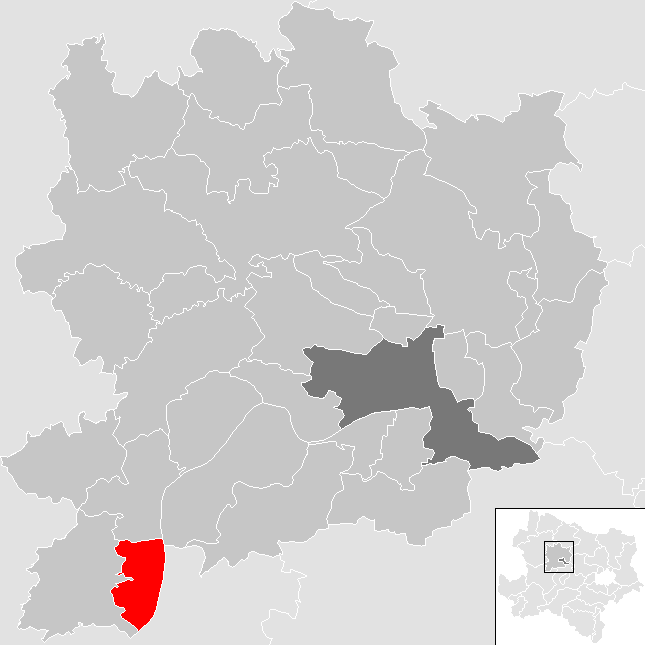
Aggsbach a Kremsvidéki járásban

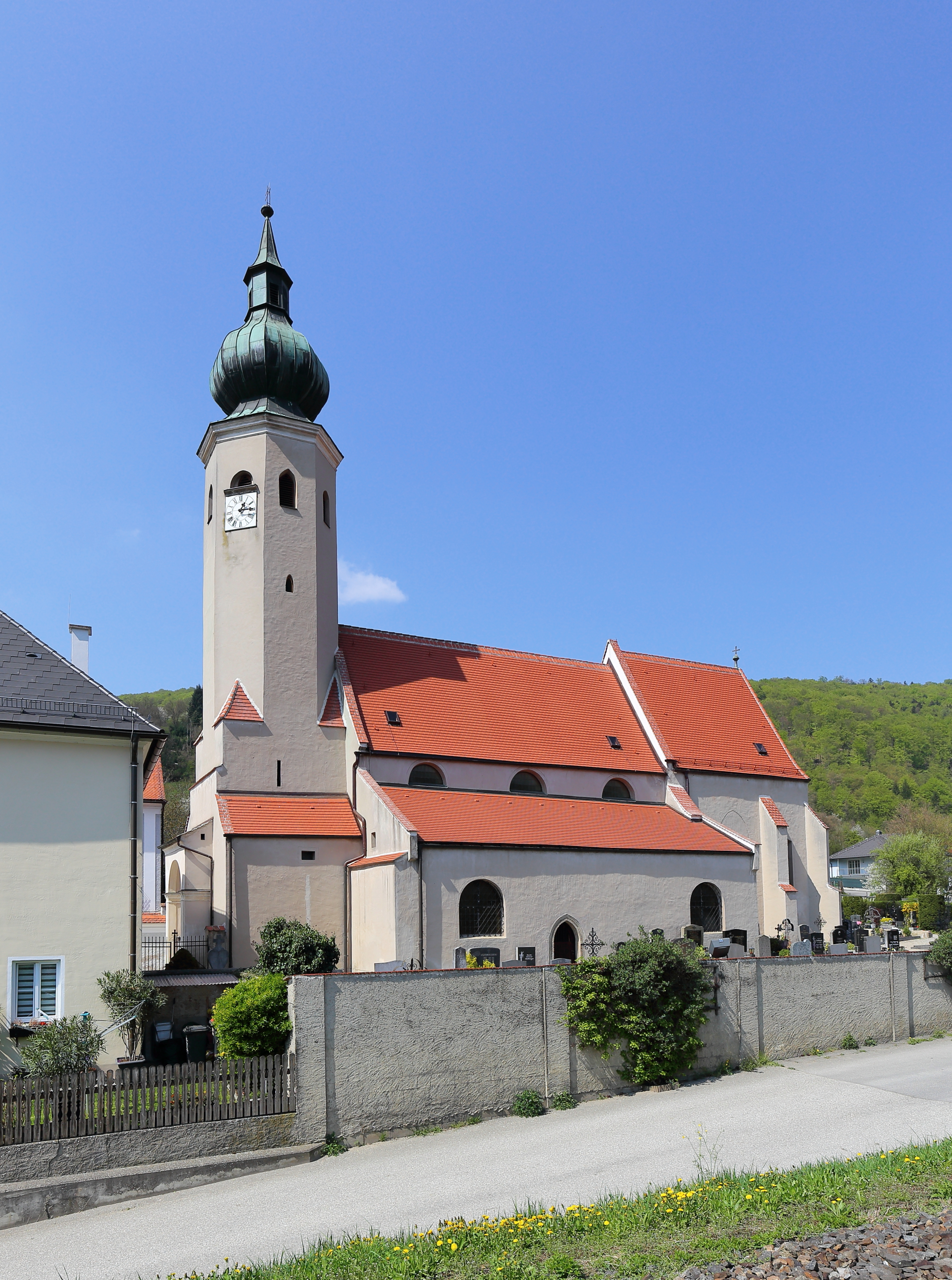
A Mária mennybevétele-plébániatemplom

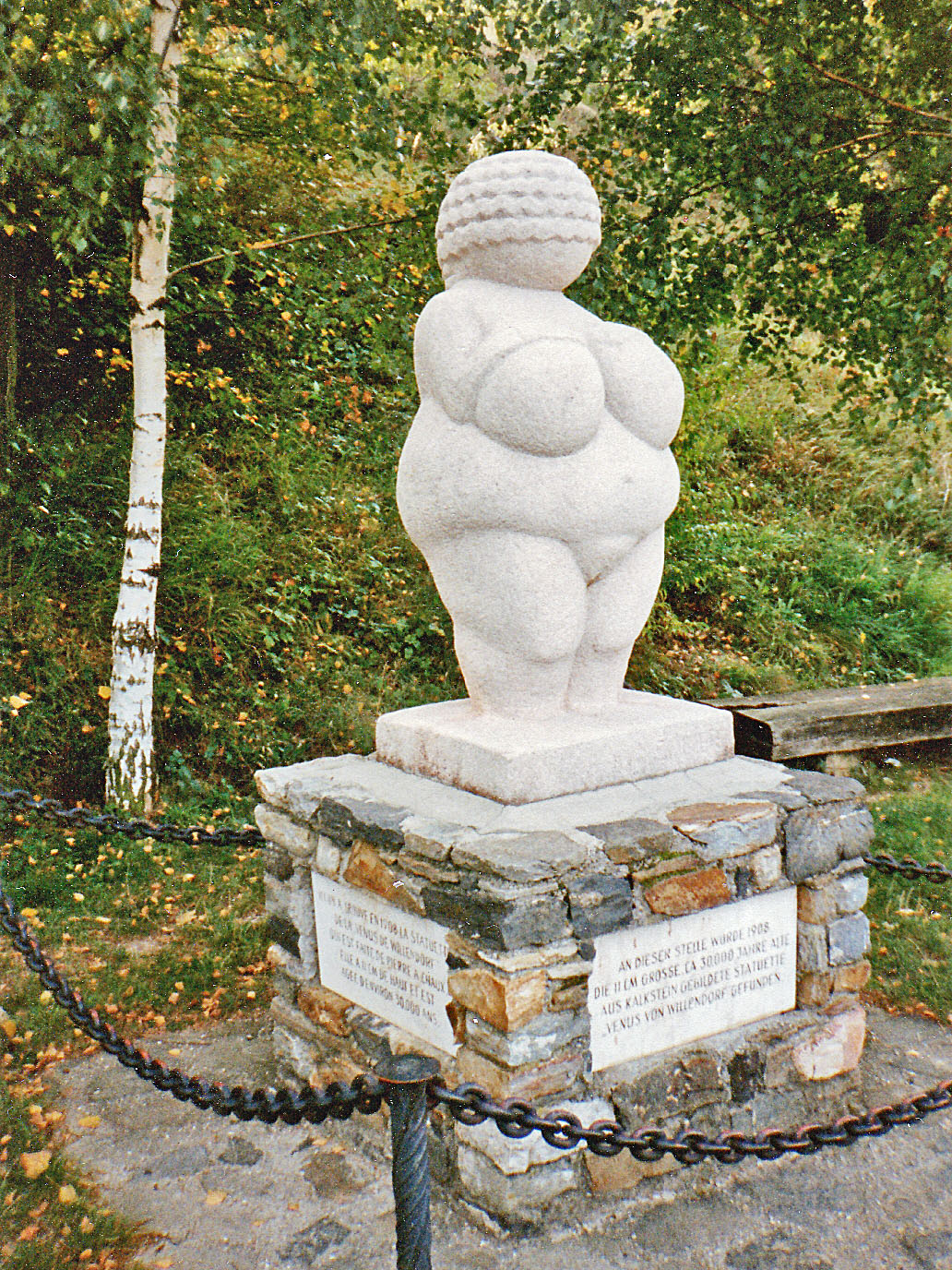
A willendorfi vénusz szobra

Aggsbach a tartomány Waldviertel régiójában fekszik a Duna bal partján. Területének 70,1%-a erdő, 16,1% áll mezőgazdasági művelés alatt. Az önkormányzat 4 települést egyesít:     Aggsbach Markt (380 lakos 2025-ben),  Groisbach (69), Köfering (26) és Willendorf in der Wachau (140). 
A környező önkormányzatok: északra Spitz, északkeletre Rossatz-Arnsdorf, keletre Schönbühel-Aggsbach, nyugatra Maria Laach am Jauerling.

## Története
Aggsbach az őskorban is lakott volt, területén találták meg az őskőkori művészet egyik leghíresebb alkotását, a willendorfi vénuszt. A régészek újkőkori leletekre is bukkantak. 
Aggsbachot 830-ban említik először, amikor Német Lajos király megerősítette Nagy Károly birtokadományát a bajorországi Altaich kolostorának. Templomáról 1148-ban írnak először. A 14. században a terület a Kuenringer családé, majd 1628-ig az osztrák hercegeké volt. 1441-ben már mezővárosként hivatkoznak rá, gazdaságát a dunai hajózás és a szőlőtermesztés határozta meg. 1797-től a Habsburgok családi birtokkezelői alapjának tulajdonába került. 
Az önkormányzat mai formájában 1972-ben jött létre Aggsbach Markt és Willendorf in der Wachau egyesülésével. Címerét 1978-ban kapta. 

## Lakosság
Az aggsbachi önkormányzat területén 2025 januárjában 615 fő élt. Lakosságszáma 1991 óta csökkenő tendenciát mutat. 2023-ban az ittlakók 94,5%-a volt osztrák állampolgár; a külföldiek közül 1,1% a régi (2004 előtti), 3,2% az új EU-tagállamokból érkezett. 0,3% a volt Jugoszlávia (Horvátország és Szlovénia kivételével) vagy Törökország; 0,8% egyéb ország polgára volt. 2001-ben a lakosok 91,5%-a római katolikusnak, 1,8% evangélikusnak, 0,1% ortodoxnak, 6,1% pedig felekezeten kívülinek vallotta magát. Ugyanekkor a legnagyobb nemzetiségi csoportot a német anyanyelvűeken (98,2%) kívül a szerbek alkották 4 fővel.  
A népesség változása:

| 2016 | 660 |
| 2018 | 643 |

## Látnivalók
- a Mária mennybevétele-plébániatemplom